# Raimundo Martínez
Raimundo Martínez Amar (Santiago, 25 de noviembre de 1999) es un jugador de rugby profesional chileno que juega como tercera línea en el club Selknam de Super Rugby Américas y en la selección nacional de Chile . 

## Carrera de Club
Martínez creció en Santiago, donde se formó el PWCC, antes de participar en la academia de CA Brive de 2019 a 2020.  
De regreso a Chile, jugó con Selknam en la recién fundada Súper Liga Americana de Rugby .  Formó parte del equipo que registró triunfos históricos ante el Jaguares XV argentino, llegando  a la final de la competición. 

## Carrera Internacional
Raimundo Martínez es internacional de Chile desde 2018, ya que Los Cóndores tuvieron algunos resultados históricos en partidos de prueba, superando a jugadores como Rusia, clasificados recientemente para la Copa del Mundo en 2021. 
Formó parte del equipo que se clasificó para su primera Copa Mundial de Rugby en 2022, trastornando las probabilidades contra Canadá y Estados Unidos, una serie de victorias históricas que sellaron su clasificación para la Copa Mundial de 2023 . 
En 2023, formó parte del plantel que respresentó a Chile en la Copa Mundial de 2023, disputando todos los partidos por su selección.